# Contea di Shan
La contea di Shan (单县S, Shàn XiànP) è una contea della Cina, situata nella provincia dello Shandong e amministrata dalla prefettura di Heze.